# Bomolochus bellones
Bomolochus bellones – gatunek widłonoga z rodziny Bomolochidae. Nazwa naukowa tego gatunku skorupiaków została opublikowana w 1833 roku przez niemieckiego biologa Hermanna Burmeistera.